# Lego Jurassic World
Lego Jurassic World es un juego temático de acción-aventura videojuego de Lego desarrollado por TT Fusion y publicado por Warner Bros. Interactive Entertainment, que fue lanzado para Microsoft Windows, Nintendo 3DS, Nintendo Switch, OS X, PlayStation 3, PlayStation 4, PlayStation Vita, Wii U, Xbox 360 y Xbox One. Se adapta las tramas de las cuatro películas en la franquicia de  Jurassic Park , y es parte de una serie de  Videojuegos Lego. El juego fue lanzado el 12 de junio de 2015 para coincidir con el lanzamiento teatral de  Jurassic World .  Lego Jurassic World  se lanzó luego para Android y iOS el 31 de marzo de 2016. En 2019 el juego se lanzaría para Nintendo Switch.

## Gameplay
El juego de Lego Jurassic World es similar al anterior  Videojuegos Lego. El juego consiste en el jugador que resuelve  rompecabezas. El juego presenta 20 niveles, con cinco niveles basados en cada película. Se accede a los niveles a través de un área  roaming libre supramundo. El juego incorpora un modo de cooperación para dos jugadores. El juego presenta más de 100 personajes desbloqueables para jugar, como que incluye más de 20 especies de dinosaurios, tales como  Ankylosaurus ,  Stegosaurus ,  Triceratops  y  Tyrannosaurus . Señor. DNA, un personaje de dibujos animados presentado en la película   Jurassic Park de 1993, también es un personaje desbloqueable. A lo largo del juego, Mr. DNA proporciona al jugador pistas; y con trivia de dinosaurios, como lo hizo en el videojuego Jurassic Park para la  Super NES.
Los personajes humanos incluyen a Dr. Alan Grant,  Ian Malcolm, y  Owen Grady. Cada personaje tiene una habilidad especial. Se requiere la utilización de la capacidad de cada personaje para avanzar en el juego.  Jurassic World  productores Pat Crowley y Frank Marshall aparecen como desbloqueables personajes, así como el director de la película, Colin Trevorrow. Steven Spielberg, que ha actuado como director y productor ejecutivo de películas en la serie, también es un personaje desbloqueable. 
El jugador también puede crear nuevos personajes humanos viajando al Centro de Visitantes de Jurassic Park o al Centro de Innovación de Jurassic World.  Híbrido los dinosaurios también se pueden crear a partir de varias partes de los dinosaurios que se pueden desbloquear durante la progresión del juego. Los enemigos incluyen  Compsognathus ,  Dilophosaurus  y ' 'Velociraptor' '.
La versión 3DS excluye el modo de itinerancia libre para un concentrador central, pero por lo demás es casi idéntica a las versiones del juego home console. Android e iOS también usan una sección central principal para acceder a los niveles; debido a limitaciones en el espacio de almacenamiento digital, estas versiones presentan menos niveles y menos escenas de corte que las versiones de la consola doméstica, y los niveles también se reducen en tamaño. La versión de iOS admite el uso de iCloud y Game Center.